# 16599 Shorland
16599 Shorland (1993 BR2) là một tiểu hành tinh vành đai chính được phát hiện ngày 20 tháng 1 năm 1993 bởi Yoshio Kushida và Osamu Muramatsu ở đài thiên văn Nam Yatsugatake.